# 歌仔戲圖書館
歌仔戲圖書館，位於中華民國台北市萬華區，是由財團法人臺北市歌仔戲推廣協會與臺北市政府文化局於龍山文創基地所合作開設的圖書館。該館於2020年5月31日由歌仔戲演員陳亞蘭舉辦開幕式，曾因2019冠状病毒病疫情而導致開幕式延期。

## 簡介
館藏內容主要收藏了歌仔戲的相關書籍外，也收藏了台灣俚語和台灣俗語的相關書籍，亦會展出歌仔戲演員的演出作品和節目冊。

## 外部連結
- 歌仔戲圖書館所在地 龍山文創基地官方網站 （页面存档备份，存于）